# ウラゴマダラシジミ
ウラゴマダラシジミ（裏胡麻斑小灰蝶、Artopoetes pryeri）は、チョウ目（鱗翅目）シジミチョウ科ミドリシジミ亜科に属するチョウの一つ。

## 概要
翅裏は明るい灰色で、和名の元となった2列の黒点が翅外周に沿って綺麗に並ぶ。翅表は外縁部が黒い帯となり、中央は灰青色を呈する。地域変異の大きい種で、黒っぽい個体の多い集団から明るい集団まで幅が広い。幼虫の食樹はモクセイ科のイボタノキ、ミヤマイボタ。卵は小枝の分岐部や幹に産付される。その外見から、古くはミドリシジミではなく、ルリシジミに近縁と考えられていた。
越冬態は卵。ゼフィルスの中では最も早く羽化し、5月ごろから出現する。年１化性。葉上で静止している姿がよく観察され、翅を完全に閉じる場合と半開きにする場合がある。黄昏飛翔は夕方よりやや早い午後3時ごろから開始するが、午前中でも飛翔している個体が観察できる。

## 分布
主要四島に分布する（九州は内陸部のみ）。国外ではロシア極東部、中国、朝鮮半島。